# William Ritchie Sorley
William Ritchie Sorley (* 4. November 1855 in Selkirk (Schottland); † 28. Juli 1935 in Cambridge, England) war ein schottischer Philosoph.

## Leben
William Ritchie Sorley war ein Sohn des Predigers der Free Church of Scotland, William Sorley und dessen Ehefrau Anna Ritchie. Er studierte nach Abschluss seiner Schulzeit an der Universität Edinburgh und beendete dieses Studium am Trinity College (Cambridge). 
Zwischen 1909 und 1933 lehrte Sorley als Knightsbridge Professor of Philosophy an der Universität von Cambridge. Als Gifford Lecturer zählte er zu Vertretern des Britischen Idealismus. Seine Thesen formulierte Sorley in seinem Werk A history of British Philosophy to 1900 und für dieses Werk ist er auch heute noch bekannt. 1905 wurde er zum Mitglied der British Academy gewählt.
1933 legte Sorley alle Ämter nieder und zog sich ins Privatleben zurück. Zwei Jahre später starb er beinahe achtzigjährig am 28. Juli 1935 in Cambridge und fand dort auch seine letzte Ruhestätte. 
Der Lyriker Charles Sorley (1895–1915) ist sein Sohn.

## Werke (Auswahl)
- A history of British philosophy to 1900. Greenwood Press, Westport 1973, ISBN 0-8371-6718-3 (Nachdr. d. Ausg. Cambridge 1920).
- The ethics of naturalism. A criticism. Books for Libraries, Freeport, N.Y. 1969, ISBN 0-8369-5056-9 (Nachdr. d. Ausg. London 1904; früherer Titel On the ethics of naturalism).
- Jewish Christians and Judaism. A study in the history of the first two centuries. Bell, Cambridge 1881.
- Recent tendencies in ethics. Three lectures to clergy given at Cambridge. Blackwood, Edinburgh 1904.